# 김천동부초등학교
김천동부초등학교는 대한민국 경상북도 김천시 지좌동에 있는 공립 초등학교이다.

## 학교 연혁
- 1954.03.25 학교설립
- 1954.04.01 김천지좌국민학교 개교
- 1970.06.30 김천동부국민학교로 개명
- 1981.03.01 김천동부초등학교 병설유치원 개원
- 1996.03.01 김천동부초등학교로 교명 변경
- 1998.03.01 유치원 종일반 인가
- 1998.09.21 본관 교실 증축(교실7, 화장실2, 현관3)
- 2005.04.20 동편 교실신축(교실4실, 도서관2실, 과학실2실)
- 2005.04.20 다목적강당‘황산관’개관
- 2006.10.31 경상북도교육청 지정 과학교육선도학교
- 2012.03.01 경상북도교육청 지정 스포츠동아리활성화 연구시범학교
- 2014.02.14 제55회 졸업식(총 졸업생수 7,347명)

## 참고 자료
- 김천동부초등학교 - 한국교육학술정보원 학교알리미